# Cuba nos Jogos Olímpicos de Verão de 2020
Cuba está representada nos Jogos Olímpicos de Verão de 2020 por um total de 70 desportistas, 36 homens e 34 mulheres, que competem em 16 desportos. O responsável pela equipa olímpica é o Comitê Olímpico Cubano, bem como as federações desportivas nacionais da cada desporto com participação.
Os portadores da bandeira na cerimónia de abertura foram o lutador olímpico Mijaín López e a atleta Yaime Pérez.

## Competidores

### Por modalidade esportiva
| Esporte          | Masculino | Feminino | Total |
| ---------------- | --------- | -------- | ----- |
| Atletismo        | 7         | 13       | 20    |
| Boxe             | 7         | 0        | 7     |
| Canoagem         | 2         | 2        | 4     |
| Ciclismo         | 0         | 1        | 1     |
| Ginástica        | 0         | 1        | 1     |
| Halterofilismo   | 1         | 3        | 4     |
| Judô             | 3         | 3        | 6     |
| Lutas            | 9         | 3        | 12    |
| Natação          | 1         | 1        | 2     |
| Pentatlo moderno | 1         | 1        | 2     |
| Remo             | 0         | 1        | 1     |
| Taekwondo        | 1         | 0        | 1     |
| Tênis de mesa    | 1         | 1        | 2     |
| Tiro             | 3         | 2        | 5     |
| Voleibol         | 0         | 2        | 2     |
| Total            | 36        | 34       | 70    |

## Medalhas[2]
A primeira medalha obtida nestas Olimpíadas foi conquistada por Rafael Alba (Bronze) no taekwondo (Acima de 80kg (M)).
| Nome                            | Esporte       | Competição                 | Data        |
| ------------------------------- | ------------- | -------------------------- | ----------- |
| Ouro                            |               |                            |             |
| Luis Alberto Orta               | Luta Olímpica | Greco-romana até 60kg (M)  | 2 de agosto |
| Mijaín López                    | Luta Olímpica | Greco-romana até 130kg (M) | 2 de agosto |
| Serguey Torres e Fernando Jorge | Canoagem      | C-2 1000 m (M)             | 3 de agosto |
| Roniel Iglesias                 | Boxe          | Peso meio-médio (M)        | 3 de agosto |
| Arlen López                     | Boxe          | Peso meio-pesado (M)       | 4 de agosto |
| Julio La Cruz                   | Boxe          | Peso pesado (M)            | 6 de agosto |
| Andy Cruz                       | Boxe          | Peso leve (M)              | 8 de agosto |
| Prata                           |               |                            |             |
| Idalys Ortiz                    | Judô          | Acima de 78kg (F)          | 30 de julho |
| Juan Miguel Echeverría          | Atletismo     | Salto em distância (M)     | 2 de agosto |
| Leuris Pupo                     | Tiro          | Pistola rápida 25 m (M)    | 2 de agosto |
| Bronze                          |               |                            |             |
| Rafael Alba                     | Taekwondo     | Acima de 80kg (M)          | 27 de julho |
| Maykel Masso                    | Atletismo     | Salto em distância (M)     | 2 de agosto |
| Yaime Pérez                     | Atletismo     | Lançamento de disco (F)    | 2 de agosto |
| Lázaro Álvarez                  | Boxe          | Peso pena (M)              | 2 de agosto |
| Reineris Salas Perez            | Luta Olímpica | Estilo livre até 97kg (M)  | 7 de agosto |